# Anthurium purpureospathum
Anthurium purpureospathum är en kallaväxtart som beskrevs av Thomas Bernard Croat. Anthurium purpureospathum ingår i släktet Anthurium och familjen kallaväxter. Inga underarter finns listade.